# Cue Card

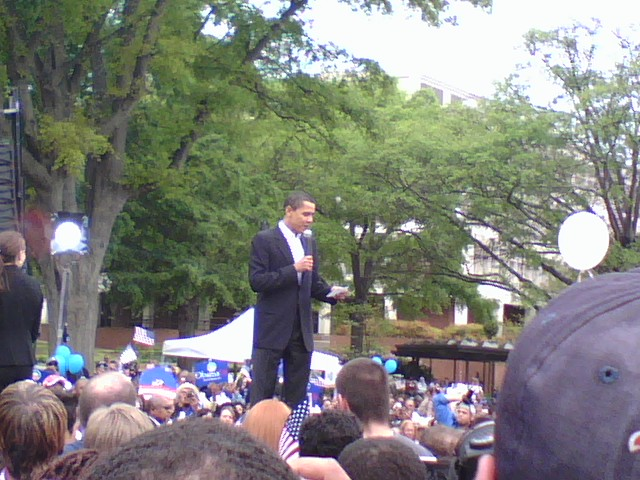
Präsident Obama mit einer Cue Card bei einer Rede in Atlanta

Eine Cue Card  (engl., übersetzt „Schlagwort-Karte“) ist eine schriftliche Erinnerungshilfe, eine Regieanweisung bzw. eine Art Spickzettel, die beispielsweise bei Fernsehsendungen vom Moderator oder seinem Gesprächspartner, von Schauspielern beim Drehen oder ganz allgemein von Sprechern oder Rednern genutzt werden.
Ein Cue-Card-Girl (umgangssprachlich „Kartenhalterin“) befindet sich bei Fernsehsendungen außerhalb des Sichtfeldes der Kamera und hält die Cue Cards hoch, auf denen – meist handschriftlich – Schlagworte und Notizen geschrieben stehen, die bei der Durchführung einer Sendung oder Aufzeichnung hilfreich sind. Ihre Tätigkeit ähnelt der einer Souffleuse.
Im Deutschen gibt es auch den Begriff Moderationskarten.

## Cue Cards im Film
Der erste Schauspieler, der wegen seines schlechten Gedächtnisses sich der Cue Cards bediente, soll John Barrymore gewesen sein; auch Hans Albers, Marilyn Monroe und Marlon Brando nutzten die Hilfe von Cue Cards. François Truffaut zeigt in seinem Film Die amerikanische Nacht in einer Szene den Einsatz von Cue Cards bei der alternden Severine, gespielt von Valentina Cortese, die für diese Rolle für den Oscar nominiert wurde.

## Moderationskarte
Moderationskarten sind kleine Kärtchen etwa im Format 10 × 20 cm oder DIN A5 als Erinnerungshilfe vom Moderator oder einem Redner in der Hand gehalten. 
Die für die Zuschauenden sichtbare Rückseite ist meistens blank oder trägt das Logo der Sendung, der Veranstaltung oder des Senders.